# 小果囊薹草
小果囊薹草（学名：Carex limprichtiana）是莎草科薹草属的植物。分布在中国大陆的四川等地，生长于海拔3,500米的地区，目前尚未由人工引种栽培。